# Hongaars telwoord
Hongaarse telwoorden vormen een subcategorie van de bijvoeglijke naamwoorden. Het Hongaars kent verschillende typen telwoorden. Naast de ook in het Nederlands bestaande hoofdtelwoorden en rangtelwoorden kent het Hongaars een derde categorie, die wel nummertelwoorden worden genoemd. 
Daarnaast zijn er telbijwoorden, voor de multiplicatief en voor het aangeven van groepsgrootten.

## Hoofdtelwoorden
Enkele Hongaarse hoofdtelwoorden:
| 0, 1, 2, 3, 4, 5, 6, 7, 8, 9                 | nulla, egy, kettő, három, négy, öt, hat, hét, nyolc, kilenc                             |
| 10, 11, 12, ..., 19                          | tíz, tizenegy, tizenkettő, ..., tizenkilenc.                                            |
| 20, 21, 22, ..., 29                          | húsz, huszonegy, huszonkettő, ..., huszonkilenc.                                        |
| 30, 31, 40, 50, 60-100, 200                  | harminc, harmincegy, negyven, ötven, hatvan, hetven, nyolcvan, kilencven, száz, kétszáz |
| 1000, 2000, 1 000 000 (1 miljoen), 2 000 000 | egyezer, kétezer, egymillió, kétmillió.                                                 |
De vorming van de samengestelde telwoorden is zeer regelmatig. In het Hongaars komt het meest significante altijd eerst.
Bijvoorbeeld 3 486 824: hárommillió-négyszáznyolcvanhatezer-nyolcszázhuszonnégy.
Enkele aandachtspunten:
- Het zelfstandige naamwoord, dat vooraf wordt gegaan door een telwoord, staat altijd in het enkelvoud: két ház (letterlijk: twee huis).
- Het woord voor "één", egy, is ook het onbepaald lidwoord.
- Het getal twee is kettő als het zelfstandig voorkomt en két als het een bepaling is bij wat er volgt. Voorbeeld:
  - "Hoeveel boeken? Twee boeken.": Hány könyv? Két könyv. (Kettő ház wordt alleen gezegd om verwarring te voorkomen tussen Két ház en Hét ház)
  - "Hoeveel boeken? Twee.": Hány könyv? Kettő.
  - "Hoeveel wil je? Twee.": Hányat kérsz? Kettőt. (accusatief)
- tíz en húsz veranderen in tizen resp. huszon indien het voorvoegsels worden, bv. tizenegy, huszonegy.
- Indien het om 1000 of 1 miljoen gaat is het egyezer en egymillió, dus met het voorvoegsel voor "één", egy . Om 100 aan te geven is het gewoon száz (zonder egy).

## Rangtelwoorden
De eerste rangtelwoorden:
- 1ste: első; 2de: második; 3de: harmadik; 4de: negyedik; 5de: ötödik; 6de: hatodik; 7de: hetedik; 8ste: nyolcadik; 9de: kilencedik; 10de: tizedik.

De rangtelwoorden zijn zoals in het Nederlands: ze geven een rangnummer aan. Ook de rangtelwoorden kunnen zelfstandig worden gebruikt, en kunnen dus naamvalsuitgangen krijgen. In datums worden rangtelwoorden gebruikt in combinatie met een bezitsaanduiding.
Voorbeeld: október huszonharmadika = 23 oktober; november elsején = op 1 november

## Nummertelwoorden
Naast hoofd- en rangtelwoorden kent het Hongaars de "nummertelwoorden", een in het Nederlands niet bestaand type telwoorden.
De eerste "nummertelwoorden":
- 1, 2-10: egyes, kettes, hármas, négyes, ötös, hatos, hetes, nyolcas, kilences, tízes.

"Nummertelwoorden" gebruikt men veelal als een bijvoeglijk naamwoord, bijvoorbeeld om het nummer van een kamer of bus of een kleding- of schoenmaat aan te geven. "Bus nummer 28" wordt dan bijvoorbeeld "huszonnyolcas busz". "Negyvenes cipő" is schoenmaat 40. De term "nummertelwoord" dekt in feite de lading niet volledig. Zo kan men de bus die om 6u30 vertrekt aanduiden als "hatharmincas busz". Met andere woorden: de uitgangen -os, -as, -es, -ös vormen feitelijk bijvoeglijke naamwoorden van telwoorden. Deze worden echter ook vaak weer zelfstandig gebruikt: er worden bijvoorbeeld munten en bankbiljetten mee aangeduid, of cijfers en rapportcijfers. Zo kan een "ötös" afhankelijk van de context een munt met de waarde van 5 Ft zijn, óf het (uitmuntende) rapportcijfer 5, óf een hand.
Verschil rangtelwoorden/nummertelwoorden: stel dat de eerste bussen op een ochtend achtereenvolgens zijn: bus 3, bus 28, bus 4 en bus 120, dan zijn dat achtereenvolgens:
- első busz = hármas busz.
- második busz = huszonnyolcas busz.
- harmadik busz = négyes busz.
- negyedik busz = százhúszas busz.

## Telbijwoorden
De telbijwoorden worden gevormd met de uitgang -szor/-szer/-ször. De keuze van de uitgang volgt de regels van de klinkerharmonie.
Voorbeelden: egyszer=eenmaal, ötször=vijfmaal, hatszor=zesmaal, többször=meermaals.
Een ander type telbijwoorden geeft een groepsgrootte aan. Dit gebeurt met de uitgangen -on/-an/-en.
Voorbeelden: haton  = met z'n zessen; ketten= met z'n tweeën.

## Onbepaald telwoord
Er zijn onbepaalde telwoorden weinig die ook als bijwoord gebruikt kunnen worden.
Voorbeeld  onbepaalde telwoorden: sok = veel, kevés = weinig, hány = hoeveel?, több = meer
Bijwoorden: hányan? = met z'n hoevelen?, sokan = met velen, néhányan = met enkelen

## Overzicht
| Hongaarse telwoorden | Hongaarse telwoorden | Hongaarse telwoorden     | Hongaarse telwoorden         | Hongaarse telwoorden | Hongaarse telwoorden        | Hongaarse telwoorden | Hongaarse telwoorden |
| Getal                | Hoofd- telwoord      | Hoofdtelwoord accusatief | Telbijwoord (multiplicatief) | Rang- telwoord       | Fractie (deel, maal)        | Nummer- telwoord     | groep, "met z'n ..." |
| Szám                 | Hány?                | Hányat?                  | Hányszor?                    | Hányadik?            | Hányad rész?                | Hányas?              | Hányan?              |
| -------------------- | -------------------- | ------------------------ | ---------------------------- | -------------------- | --------------------------- | -------------------- | -------------------- |
| getal                | hoeveel?             | hoeveel? acc.            | hoe vaak? hoeveel keer?      | hoeveelste?          | welk deel? hoeveelste deel? | welk nummer?         | met z'n hoevelen?    |
| 0                    | nulla, zéro          | nullát                   |                              | nulladik             |                             | nullás               |                      |
| ½                    | fél                  | felet                    |                              |                      |                             |                      |                      |
| 1                    | egy                  | egyet                    | egyszer                      | első                 | egész                       | egyes                | egyedül              |
| 1½                   | másfél               | másfelet                 |                              |                      |                             |                      |                      |
| 2                    | kettő, két           | kettőt                   | kétszer                      | második              | fél, egyketted              | kettes               | ketten               |
| 3                    | három                | hármat                   | háromszor                    | harmadik             | harmad                      | hármas               | hárman               |
| 4                    | négy                 | négyet                   | négyszer                     | negyedik             | negyed                      | négyes               | négyen               |
| 5                    | öt                   | ötöt                     | ötször                       | ötödik               | ötöd                        | ötös                 | öten                 |
| 6                    | hat                  | hatot                    | hatszor                      | hatodik              | hatod                       | hatos                | haton                |
| 7                    | hét                  | hetet                    | hétszer                      | hetedik              | heted                       | hetes                | heten                |
| 8                    | nyolc                | nyolcat                  | nyolcszor                    | nyolcadik            | nyolcad                     | nyolcas              | nyolcan              |
| 9                    | kilenc               | kilencet                 | kilencszer                   | kilencedik           | kilenced                    | kilences             | kilencen             |
| 10                   | tíz                  | tízet                    | tízszer                      | tizedik              | tized                       | tízes                | tizen                |
| 11                   | tizenegy             | tizenegyet               | tizenegyszer                 | tizenegyedik         | tizenegyed                  | tizenegyes           | tizenegyen           |
| 12                   | tizenkettő           | tizenkettőt              | tizenkétszer                 | tizenkettedik        | tizenketted                 | tizenkettes          | tizenketten          |
| 20                   | húsz                 | huszat                   | húszszor                     | huszadik             | huszad                      | huszas               | huszan               |
| 21                   | huszonegy            | huszonegyet              | huszonegyszer                | huszonegyedik        | huszonegyed                 | huszonegyes          | huszonégyen          |
| 30                   | harminc              | harmincot                | harmincszor                  | harmincadik          | harmincad                   | harmincos            | harmincan            |
| 40                   | negyven              | negyvenet                | negyvenszer                  | negyvenedik          | negyvened                   | negyvenes            | negyvenen            |
| 50                   | ötven                | ötvenet                  | ötvenszer                    | ötvenedik            | ötvened                     | ötvenes              | ötvenen              |
| 60                   | hatvan               | hatvanot                 | hatvanszor                   | hatvanadik           | hatvanad                    | hatvanos             | hatvanan             |
| 70                   | hetven               | hetvenet                 | hetvenszer                   | hetvenedik           | hetvened                    | hetvenes             | hetvenen             |
| 80                   | nyolcvan             | nyolcvanot               | nyolcvanszor                 | nyolcvanadik         | nyolcvanad                  | nyolcvanos           | nyolcvanan           |
| 90                   | kilencven            | kilencvenet              | kilencvenszer                | kilencvenedik        | kilencvened                 | kilencvenes          | kilencvenen          |
| 100                  | száz                 | százat                   | százszor                     | századik             | század                      | százas               | százan               |
| 111                  | száztizenegy         | száztizenegyet           | száztizenegyszer             | száztizenegyedik     | száztizenegyed              | száztizenegyes       | száztizenegyen       |
| 200                  | kétszáz              | kétszázat                | kétszázszor                  | kétszázadik          | kétszázad                   | kétszázas            | kétszázan            |
| 1000                 | egyezer              | ezret                    | egyezerszer                  | ezredik              | ezred                       | ezres                | ezren                |
| 1000 000             | egymillió            | milliomot                | egymilliószor                | milliomodik          | milliomod                   | milliomos            | milliomon            |
| "hoeveel?"           | Hány? Mennyi?        | Hányat? Mennyit?         | Hányszor?                    |                      |                             |                      | Hányan?              |
| "niets"              | semmi                | semmit                   | soha (nooit)                 |                      |                             |                      |                      |
| "weinig"             | kevés                | keveset                  | ritka (zelden)               | kevesen              |                             |                      |                      |
| "enkele"             | néhány               | néhányat                 | néha (soms)                  | néhányan             |                             |                      |                      |
| "meer"               | több                 | többet                   | többször (meermaals)         | többen               |                             |                      |                      |
| "veel"               | sok                  | sokat                    | sokszor (vaak)               | sokan                |                             |                      |                      |
| "alle"               | mind, minden         | mindent                  | mindig (altijd)              | mindnyájan           |                             |                      |                      |